# Liste der Botschafter der Vereinigten Staaten in Paraguay
Die Liste der Botschafter der Vereinigten Staaten in Paraguay bietet einen Überblick über die Leiter der US-amerikanischen diplomatischen Vertretung in Paraguay seit der Aufnahme diplomatischer Beziehungen bis heute.
| Name                   | Titel                                              | Vorlage der Akkreditierung | Ende der Mission   | Berufen von           |
| ---------------------- | -------------------------------------------------- | -------------------------- | ------------------ | --------------------- |
| Charles Ames Washburn  | Beauftragter                                       | 26. November 1861          | 13. Mai 1863       | Abraham Lincoln       |
| Charles Ames Washburn  | Minister Resident                                  | 13. Mai 1863               | 10. September 1868 | Abraham Lincoln       |
| Martin T. McMahon      | Minister Resident                                  | 12. Dezember 1868          | 21. Juni 1869      | Andrew Johnson        |
| John L. Stevens        | Minister Resident                                  | 26. August 1870            | 19. Mai 1873       | Ulysses S. Grant      |
| John C. Caldwell       | Minister Resident                                  | 15. Dezember 1874          | 6. Oktober 1876    | Ulysses S. Grant      |
| John C. Caldwell       | Chargé d'Affaires                                  | 6. Oktober 1876            | 10. Juli 1882      | Ulysses S. Grant      |
| William Williams       | Chargé d'Affaires                                  | 26. August 1882            | 21. Juli 1885      | Chester A. Arthur     |
| John E. Bacon          | Chargé d'Affaires                                  | 16. September 1885         | 23. Oktober 1888   | Grover Cleveland      |
| John E. Bacon          | Minister Resident                                  | 23. Oktober 1888           | 26. Dezember 1888  | Grover Cleveland      |
| George Maney           | Minister Resident                                  | 19. Mai 1890               | August 1891        | Benjamin Harrison     |
| George Maney           | Gesandter und Bevollmächtigter                     | August 1891                | 30. Juni 1894      | Benjamin Harrison     |
| Granville Stuart       | Gesandter und Bevollmächtigter                     | 6. September 1894          | 4. Januar 1898     | Grover Cleveland      |
| William R. Finch       | Gesandter und Bevollmächtigter                     | 3. August 1898             | 29. Mai 1905       | William McKinley      |
| Edward C. O’Brien      | Gesandter und Bevollmächtigter                     | 5. August 1905             | 10. Oktober 1909   | Theodore Roosevelt    |
| Edwin V. Morgan        | Gesandter und Bevollmächtigter                     | 29. Juni 1910              | 8. Juli 1911       | William Howard Taft   |
| Nicolai A. Grevstad    | Gesandter und Bevollmächtigter                     | 30. Oktober 1911           | 19. Februar 1914   | William Howard Taft   |
| Daniel F. Mooney       | Gesandter und Bevollmächtigter                     | 13. Mai 1914               | 13. Juni 1921      | Woodrow Wilson        |
| William J. O’Toole     | Gesandter und Bevollmächtigter                     | 3. April 1922              | 21. Februar 1924   | Warren G. Harding     |
| George L. Kreeck       | Gesandter und Bevollmächtigter                     | 22. Juli 1925              | 5. Februar 1930    | Calvin Coolidge       |
| Post Wheeler           | Gesandter und Bevollmächtigter                     | 12. Februar 1930           | 17. April 1933     | Herbert Hoover        |
| Meredith Nicholson     | Gesandter und Bevollmächtigter                     | 30. Oktober 1933           | 3. Februar 1935    | Franklin D. Roosevelt |
| Findley B. Howard      | Gesandter und Bevollmächtigter                     | 14. Oktober 1935           | 16. Januar 1941    | Franklin D. Roosevelt |
| Wesley Frost           | Gesandter und Bevollmächtigter                     | 30. April 1941             | 15. April 1942     | Franklin D. Roosevelt |
| Wesley Frost           | Außerordentlicher Botschafter und Bevollmächtigter | 15. April 1942             | 28. Mai 1944       | Franklin D. Roosevelt |
| Willard Leon Beaulac   | Außerordentlicher Botschafter und Bevollmächtigter | 13. September 1944         | 28. Mai 1947       | Franklin D. Roosevelt |
| Fletcher Warren        | Außerordentlicher Botschafter und Bevollmächtigter | 8. Oktober 1947            | 25. Juli 1950      | Harry S. Truman       |
| Howard H. Tewksbury    | Außerordentlicher Botschafter und Bevollmächtigter | 9. Januar 1951             | 16. Februar 1952   | Harry S. Truman       |
| George P. Shaw         | Außerordentlicher Botschafter und Bevollmächtigter | 1. Juli 1952               | 31. Oktober 1953   | Harry S. Truman       |
| Arthur A. Ageton       | Außerordentlicher Botschafter und Bevollmächtigter | 9. September 1954          | 10. April 1957     | Dwight D. Eisenhower  |
| Walter C. Ploeser      | Außerordentlicher Botschafter und Bevollmächtigter | 6. November 1957           | 12. September 1959 | Dwight D. Eisenhower  |
| Harry F. Stimpson      | Außerordentlicher Botschafter und Bevollmächtigter | 23. Oktober 1959           | 12. März 1961      | Dwight D. Eisenhower  |
| William P. Snow        | Außerordentlicher Botschafter und Bevollmächtigter | 4. August 1961             | 15. Juni 1967      | John F. Kennedy       |
| Benigno C. Hernández   | Außerordentlicher Botschafter und Bevollmächtigter | 9. August 1967             | 15. Juli 1969      | Lyndon B. Johnson     |
| John Raymond Ylitalo   | Außerordentlicher Botschafter und Bevollmächtigter | 14. August 1969            | 11. September 1972 | Richard Nixon         |
| George W. Landau       | Außerordentlicher Botschafter und Bevollmächtigter | 13. Oktober 1972           | 14. Oktober 1977   | Richard Nixon         |
| Robert E. White        | Außerordentlicher Botschafter und Bevollmächtigter | 30. November 1977          | 27. Januar 1980    | Jimmy Carter          |
| Lyle Franklin Lane     | Außerordentlicher Botschafter und Bevollmächtigter | 9. September 1980          | 21. Mai 1982       | Jimmy Carter          |
| Arthur H. Davis        | Außerordentlicher Botschafter und Bevollmächtigter | 6. August 1982             | 28. September 1985 | Ronald Reagan         |
| Clyde D. Taylor        | Außerordentlicher Botschafter und Bevollmächtigter | 12. November 1985          | 2. September 1988  | Ronald Reagan         |
| Timothy Lathrop Towell | Außerordentlicher Botschafter und Bevollmächtigter | 26. September 1988         | 27. April 1991     | Ronald Reagan         |
| Jon David Glassman     | Außerordentlicher Botschafter und Bevollmächtigter | 8. August 1991             | 3. Mai 1994        | George Bush           |
| Robert Edward Service  | Außerordentlicher Botschafter und Bevollmächtigter | 18. November 1994          | 7. Oktober 1997    | Bill Clinton          |
| Maura Harty            | Außerordentlicher Botschafter und Bevollmächtigter | 22. Oktober 1997           | 30. Mai 1999       | Bill Clinton          |
| David N. Greenlee      | Außerordentlicher Botschafter und Bevollmächtigter | 19. Juli 2000              | 15. Januar 2003    | Bill Clinton          |
| John F. Keane          | Außerordentlicher Botschafter und Bevollmächtigter | 11. Februar 2003           | 27. Oktober 2005   | George W. Bush        |
| James Cason            | Außerordentlicher Botschafter und Bevollmächtigter | 1. Februar 2006            | 2. August 2008     | George W. Bush        |
| Liliana Ayalde         | Außerordentlicher Botschafter und Bevollmächtigter | 11. August 2008            | 5. August 2011     | George W. Bush        |
| James H. Thessin       | Außerordentlicher Botschafter und Bevollmächtigter | 30. September 2011         | 4. August 2014     | Barack Obama          |
| Lesslie A. Bassett     | Außerordentlicher Botschafter und Bevollmächtigter | 15. Januar 2015            | 31. Januar 2017    | Barack Obama          |
| M. Lee McClenny        | Außerordentlicher Botschafter und Bevollmächtigter | 20. Februar 2018           | 16. September 2020 | Donald Trump          |
| Joseph Salazar         | Chargé d'aiffaires                                 | 16. September 2020         | 9. März 2022       | Donald Trump          |
| Marc Ostfield          | Außerordentlicher Botschafter und Bevollmächtigter | 9. März 2022               |                    | Joe Biden             |